# Dónal Lunny
Dónal Lunny, né le 10 mars 1947 est un musicien traditionnel irlandais, guitariste, bouzoukiste et joueur de bodhrán. Depuis plus de quarante ans, il est à l'avant-garde de la renaissance de la musique traditionnelle irlandaise.
Il est également un producteur musical et a à son actif des collaborations avec Paul Brady, Elvis Costello, Rod Stewart, Indigo Girls, Sinéad O'Connor, Clannad, l'Héritage des Celtes, Eivør Pálsdóttir et Baaba Maal.

## Biographie
Dónal Lunny naît à Tullamore, mais la famille déménage bientôt à Kildare, dans le comté de Kildare. Après quelques leçons de piano données par son père, il choisit la guitare. Il achète un instrument pour gauchers et commence bientôt à jouer avec un groupe appelé The Liffeysiders.
Il étudie à Dublin au National College of Art et joue avec le The Emmet Folk puis forme le Emmet Spiceland avec les frères Byrne, un groupe qui est couronné en 1967 dans une compétition à Wexford, et qui publie un album, The First, en 1968.
Il rencontre ensuite Andy Irvine, qui revient des Balkans, et c'est à partir de ce moment qu'il s'adonne au bouzouki, qui allait devenir son instrument de prédilection pour les trente années à venir.
En 1971, Dónal Lunny, Andy Irvine se joignent à Liam O'Flynn et Christy Moore pour enregistrer l'album Prosperous, dont le succès décida la création de Planxty. L'album éponyme, datant de 1973, marqua durablement le monde de la musique traditionnelle irlandaise.
En 1973, il quitte l'ensemble Planxty, et en 1975 participe à la création de The Bothy Band, jouant de la guitare et du bouzouki. Entretemps, il a laissé son bouzouki grec à fond bombé pour un instrument à fond plat, fruit d'une collaboration avec le luthier anglais Peter Abnett, avec lequel il se sent plus à l'aise.
L'aventure de The Bothy Band se termine en 1978, et Dónal Lunny devient un musicien de session, et apparaît sur un album de Shaun Davey. En 1981, il retrouve Christy Moore, et forme Moving Hearts. Le joueur de uilleann pipes, Davy Spillane, fait également partie de la formation. Le groupe se produit en Europe et fait deux tournées aux États-Unis en 2008 et 2009.
Quand en 1985 Moving Hearts se sépare, Dónal Lunny décide de se diversifier. Il apprend le clavier et la mandoline et devient producteur de musique. En 1975, il a déjà produit un album A Silk Purse pour le groupe Spud. Il apparaît sur plusieurs enregistrements de Christy Moore et produit des albums pour Kate Bush. Il joue du bouzouki et du bodhrán dans l'œuvre de Shaun Davey, Granuaille, ainsi que sur la bande-son du film This Is My Father et de l'émission télévisuelle The River of Sound.
Il est le producteur de certains des disques de Paul Brady, Elvis Costello, Rod Stewart, Indigo Girls, Sinéad O'Connor, Clannad, Dan Ar Braz, Maurice Lennon, Baaba Maal, et Five Guys Named Moe.
En 1997, il fait une tournée en Australie avec un nouveau groupe, Wheels of the World, qui inclut le piper John McSherry, et les fiddlers Nollaig Casey et Máire Breatnach.
Dónal Lunny a participé à d'autres projets, dont un album solo éponyme (1987), un autre album, Coolfin, (1998) et plus récemment à un groupe multiculturel, Mozaik, avec son compagnon de route Andy Irvine, Bruce Molsky, Nikola Parov et Rens van der Zalm.
Il apparaît dans les compilations Gathering (1981) et Common Ground (1996), ainsi que dans l'album commémoratif du Cambridge Folk Festival (2000). Il recherche de nouvelles sonorités avec Coolfin (1998), qui fait intervenir le joueur de uilleann pipes John McSherry.
En 2001, il collabore avec Frank Harte (en) pour l'album My Name is Napoleon Bonaparte, et produit en 2007 l'album Human Child de la Féroïenne Eivør Pálsdóttir.
Comme arrangeur, Dónal Lunny a travaillé pour The Waterboys, Fairground Attraction et Eddi Reader.
En 2004 il fait partie de la tournée de Planxty, réuni pour l'occasion.
Tout récemment, 2010, il a produit l'album Hey-Ho Believe de Jimmy MacCarthy (en).
Dónal Lunny est marié à la musicienne japonaise Hidebo Itami, membre du groupe Soul Flower Union, dont il a eu une fille, et vit désormais à Okinawa au Japon.
Il a eu également une fille, Cora Venus Lunny, violoniste, et un garçon Oisin Lunny, avec sa première femme, Judy, ainsi qu'un autre garçon  avec Sinéad O'Connor, Shane Lunny, né en 2004 et décédé d'un suicide en 2022.
Il est le frère de Manus Lunny (en), multi-instrumentiste et producteur de musique également.

## Le bouzouki irlandais
Dónal Lunny et Andy Irvine ont quelque crédit pour avoir popularisé le bouzouki dans la sphère traditionnelle irlandaise, après son introduction initiale par Johnny Moynihan (en).
Dónal Lunny s'est fait faire un bouzouki sur mesures par le luthier anglais Peter Abnett, avec un fond plat au lieu du traditionnel fond bombé des instruments grecs. En 1981, il va encore plus loin en commandant un bouzouki électrique, mais l'expérience fut abandonnée.

## Discographie
Album solo
- Dónal Lunny (live) (1987) ;
- Coolfin (1998).

Avec Christy Moore
- Prosperous (1972) ;
- Christy Moore (1976) ;
- Whatever Tickles Your Fancy (1976) ;
- Live in Dublin (1978) ;
- AntiNuclear (1979) ;
- Ninety Miles from Dublin, The Rights of Man, Repeal the Union (1980) ;
- H-Block (1980) ;
- Christy Moore and Friends (1981) ;
- The Time Has Come (1983) ;
- Ride On (1984) ;
- The Spirit of Freedom (1985) ;
- Ordinary Man (1985) ;
- Unfinished Revolution (1987) ;
- Christy Moore ;
- Voyage.

Avec Planxty
- Planxty (1973) ;
- The Well Below the Valley (1973) ;
- Cold Blow and the Rainy Night(1974) ;
- After The Break 1979/1992 ;
- The Woman I Loved So Well 1980/1992 ;
- Timedance (1981) ;
- Words & Music (1983).

Avec The Bothy Band
- The Bothy Band (album) (1975) ;
- Old Hag You Have Killed Me (1976) ;
- Out of the Wind, Into the Sun (1977/1985) ;
- Afterhours (Live in Paris) (1978/1984) ;
- Live in Concert (1994).

Avec Moving Hearts
- Moving Hearts (1982) ;
- The Dark End of the Street (1982) ;
- Live Hearts (1984) ;
- The Storm (1985) ;
- Moving Hearts Live in Dublin (2008).

Avec Mozaik
- Live from the Powerhouse (2004) ;
- Changing Trains (2007).

Avec Maighread et Tríona Ní Dhomhnaill
- Idir an Dá Sholas (1999).

Avec Soul Flower Union
- Marginal Moon (1999).

Avec Jimmy MacCarthy
- Hey-Ho Believe (2010).

Participations
- Golden Hear de Mark Knopfler (1996)
- Sean-Nós Nua de Sinéad O'Connor (2002)
- Tráthnona Beag Areir d'Albert Fry (2008)
- Imeall de Mairéad Ní Mhaonaigh (2008)
- Ceol Cheann Dubhrann, compilation (2009)
- Triad avec Padraig Rynne et Sylvain Barou (2013) Keltia Musique

DVD
- The Transatlantic Sessions Series 3 (2007) ;
- Moving Hearts Live in Dublin (Moving Hearts - 2008).